# Lemmy (програмне забезпечення)
Lemmy — це безкоштовне програмне забезпечення з відкритим вихідним кодом для запуску агрегаторів соціальних новин та дискусійних форумів на самостійному хостингу.

## Створення та фінансування
Програмне забезпечення Леммі було створено користувачем Dessalines на GitHub у лютому 2019 року та ліцензовано згідно з Affero General Public License. 
У дописі 2020 року співавтор Леммі Dessalines написав про походження назви Леммі. «Довгий час він був безіменним, але я хотів зберегти традицію Федесвіту називати проєкти на честь тварин. Я грав у старосвітську відеогру Лемінги, а Леммі (з Моторхед) помер того тижня, і ми провели кілька опитувань щодо назви, і я погодився на цю». 
Фінансується коштом індивідуальних пожертв, а також отримує фінансування через NGI0 Discovery Fund від NLnet.

## Примірники та мережа
Леммі складається з мережі окремих встановлень програмного забезпечення Леммі, відомих як «примірники», які можуть взаємодіяти між собою за допомогою протоколу ActivityPub. Це відрізняється від централізованої, монолітної структури інших платформ соціальних мереж. Леммі називають федеративною альтернативою Реддіту.
Примірники Леммі з вмістом, створеним користувачами та обговореннями на інтернет-форумі, керуються різними особами чи організаціями, кожна з яких має власну політику модерування вмісту.
Користувачі окремих примірників надсилають дописи з посиланнями, текстом або зображеннями на створені користувачами дошки, які називаються «спільнотами».
Спільноти – це створені користувачами форуми для обговорень. Назви спільнот починаються з c/ в URL-адресі, і їх можна згадати у форматі: !community@instance. Спільноти створюються користувачами та є локальними для кожного примірника, однак у них можна публікувати повідомлення з інших примірників. За допомогою системи голосувань «за» і «проти» користувачі можуть впливати на те, який вміст з’являтиметься у верхній частині основних стрічок та кожної спільноти. Модерація здійснюється адміністраторами кожного примірника та модераторами конкретних спільнот. Список спільнот можна знайти в Оглядачі спільнот та в Експлорері.
Реєстрація облікового запису на будь-якому примірнику безкоштовна, але може потребувати електронної пошти або схвалення адміністратора примірника. Реєстрація облікового запису дозволяє користувачеві публікувати дописи у спільнотах, а в деяких випадках створювати нові спільноти. Люди з обліковими записами на інших примірниках Федесвіту (серверах, сумісних з ActivityPub) можуть відповідати на дописи Леммі або підписуватися на спільноти Леммі, використовуючи свої облікові записи, не пов'язані з Леммі.
На кожному примірнику головна сторінка представляє користувачеві популярні дописи з кількох спільнот. Потім ці дописи можна відфільтрувати за походженням: дописи з примірника, на якому перебуває користувач, або з усіх федерованих примірників. Також можна зробити так, щоб відображалися лише дописи зі спільнот, на які користувач підписався.
Примірники Леммі зазвичай підтримуються пожертвами.

## Стосунки з іншими соціальними мережами
Леммі є частиною Федесвіту, який дозволяє користувачам з інших платформ взаємодіяти з дописами, створеними користувачами Леммі. ActivityPub — це протокол, який використовується для того, щоб примірники Леммі могли працювати як розподілена соціальна мережа та дозволити користувачам взаємодіяти з сумісними платформами, включаючи Мастодонт і PeerTube.
У червні 2023 року після оголошення про зміни в службі Реддіт API, що унеможливлюють подальше використання більшості сторонніх клієнтів Реддіт, учасники спільноти стали обговорювати перехід на Леммі та інших конкурентів Реддіт. Намагаючись припинити обговорення таких міграцій, Реддіт наклав заборону на користувача за рекламу переходу на Леммі та заборонив спільноту '/r/LemmyMigration' в цілому. Новини про заборони на таких сайтах, як Hacker News, лише сприяли використанню Леммі через ефект Стрейзанд, що призвело до скасування заборон через день.

## Статистика використання
За даними статистичного вебсайту Федесвіту the-federation.info, до червня 2023 року існувало менш як 100 примірників Леммі, а станом на 17 червня 2023 року їх кількість зросла до 312 примірників із загальною кількістю 21,8 тис. активних користувачів щомісяця. Найпопулярнішими були lemmy.ml і lemmy.world, кожен з яких станом на 17 червня 2023 року мав 4,0 і 8,0 тис. активних користувачів щомісяця відповідно.

## Стороннє програмне забезпечення
Клієнтські програми для мобільних пристроїв включають Jerboa для Android  і Remmel для iOS, та бета-клієнт Mlem, доступний на TestFlight.

## Українські сервери Леммі
Станом на липень 2023 року в мережі Леммі існують такі українські сервери:
- lm.moe.space.

## Зовнішні посилання
- Повний список застосунків Леммі
- Сервіси сторонніх розробників, такі як Lemmy Community-Browser і Lemmy Explorer, надають зручні інтерфейси для пошуку цікавих спільнот.
- Список примірників join-lemmy.org показує актуальні цифри для найактивніших спільнот.